# Kosovo: Can You Imagine?
Kosovo: Can You Imagine? ist der Titel eines kanadischen Dokumentarfilms des serbisch-kanadischen Regisseurs Boris Malagurski.
Malagurskis Film spielt im Kosovo. Von der Schlacht auf dem Amselfeld bis zur nach der Operation Allied Force eingesetzten United Nations Interim Administration Mission in Kosovo zeigt der Regisseur seine serbisch-nationalistische Sicht der Geschichte des Kosovo und seiner serbischen Bewohner. Der halbstündige Film erzählt Geschichten einiger Kosovo-Serben, die sich als Opfer einer albanisch-nationalistischen Ideologie zwecks Aufbaus eines ethnisch sauberen Kosovo sehen. Im Film treten auch Lewis MacKenzie, James Byron Bissett, John Hawthorne und Michel Chossudovsky auf.
Der Kurzfilm gewann die Silberne Palme auf dem Internationalen Filmfestival in Mexiko und wurde zum besten Film auf dem Dokumentarfilmfestival in Vancouver erklärt. Der Film wurde ebenfalls in die offizielle Auswahl des Internationalen Filmfestival BridgeFest 2009 in Sarajevo aufgenommen.